# Luleå centralstation
Luleå Centralstation eller Luleå C är en järnvägsstation i Luleå i Norrbotten. 

## Om stationen
Luleå C trafikeras av fjärrtåg till Narvik i Norge och Stockholm. Stationen öppnades för trafik 1884.
Stationen ligger på den östra sidan av Stationsgatan, i den östra delen av Luleås innerstad. Bussterminalen för Länstrafiken Norrbotten ligger 300 meter nordväst om stationen. Det finns bl.a. fyra hotell i närheten av stationen, Comfort Hotel Arctic, Hotell Aveny, Amber Hotell och Best Western Hotell Savoy.
Luleå C har två dagliga tåg längs Malmbanan till Kiruna centralstation och vidare längs Ofotenbanan till Narvik. Dessutom finns det ett dagligt tåg till Umeå centralstation och två dagliga tåg till Stockholms centralstation, längs Stambanan genom övre Norrland.

## Planeringar
Stationen har föreslagits som den nordliga ändstationen av den planerade Norrbotniabanan, som går söderut och ansluter ända till Botniabanan i Umeå. Linjen skulle möjliggöra direkta höghastighetstrafik till Stockholm, samt regionala tjänster till Robertsfors, Skellefteå, Piteå och befintliga stationer på Botniabanan. 
Planerna för Luleå C innebär att flytta godsterminalen ut ur centrum, och utvidga passagerarstationen för att möjliggöra ökad trafik. Detta omfattar nya anläggningar för stads- och regionbussar, medan delar öster om stationen planeras att byggas om till bostäder och kontor. I Luleå planeras det dessutom att ha två nya stationer, en vid Luleå tekniska universitet och en vid Luleå Airport.

## Galleri

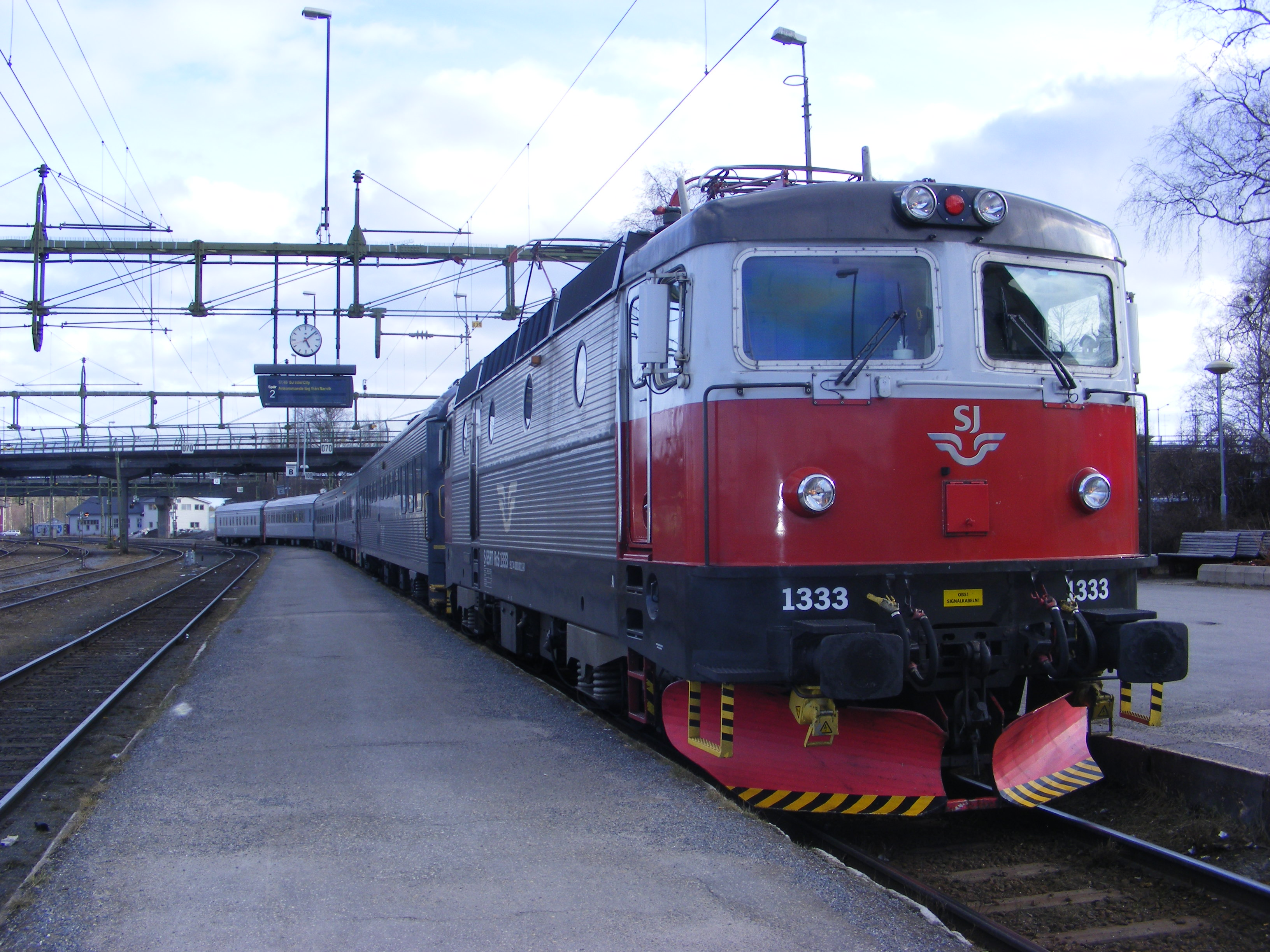
Ett tåg inväntar avgång från Luleå C.
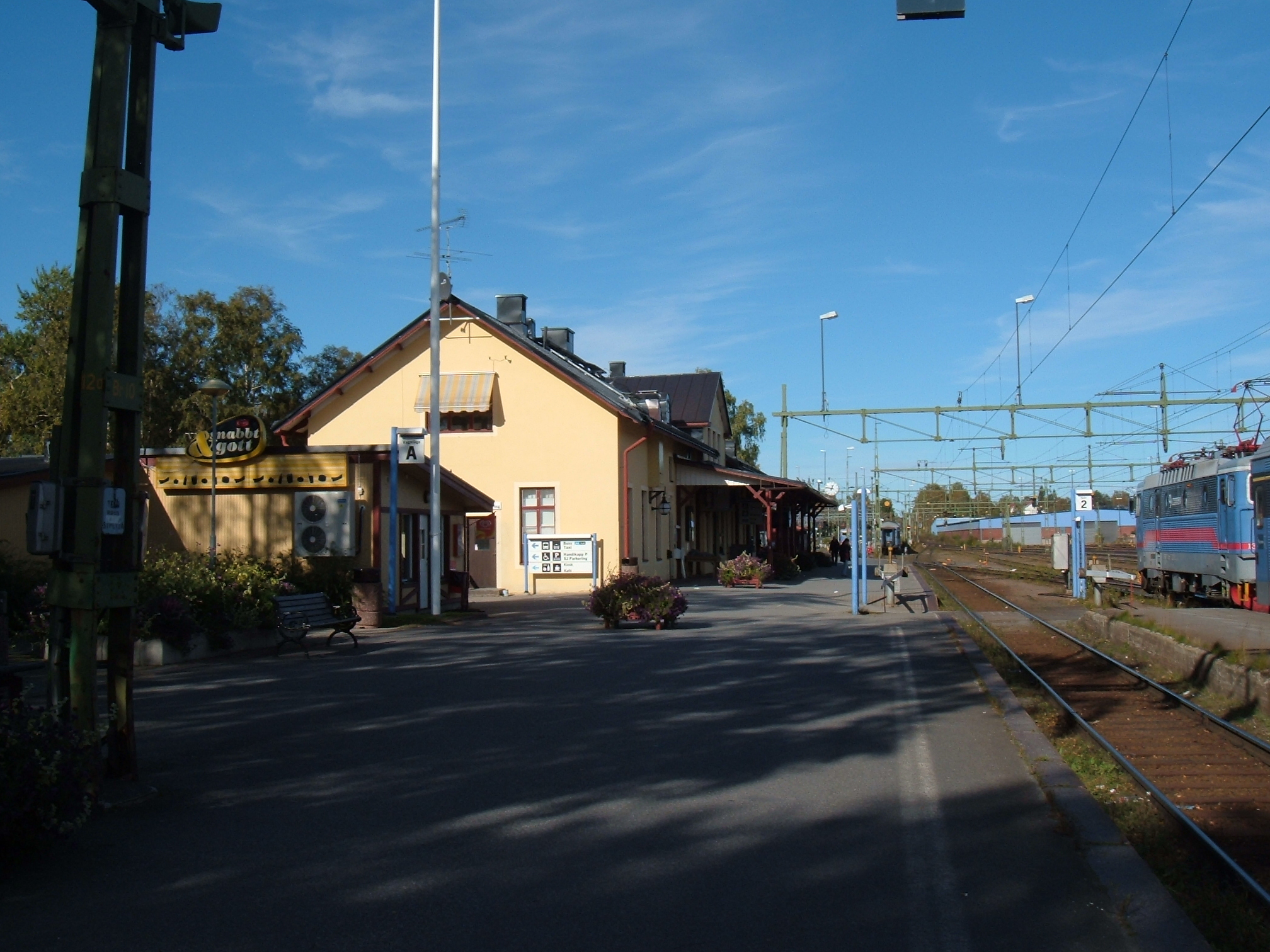
Stationshuset med spår.
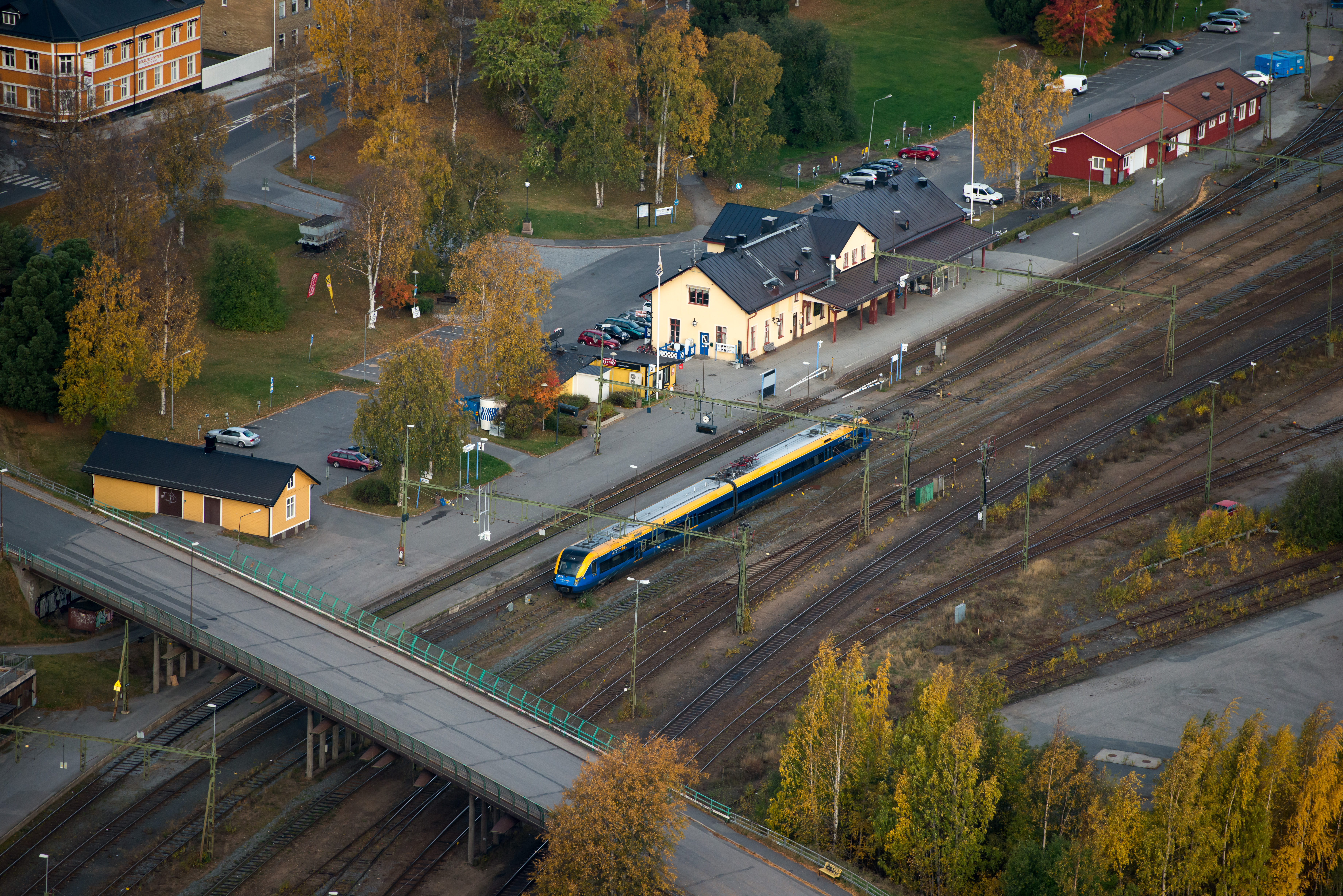
Ett flygfoto av centralstationen och en gångbro över den.
Uppställningsspår för persontåg norr om stationshuset.
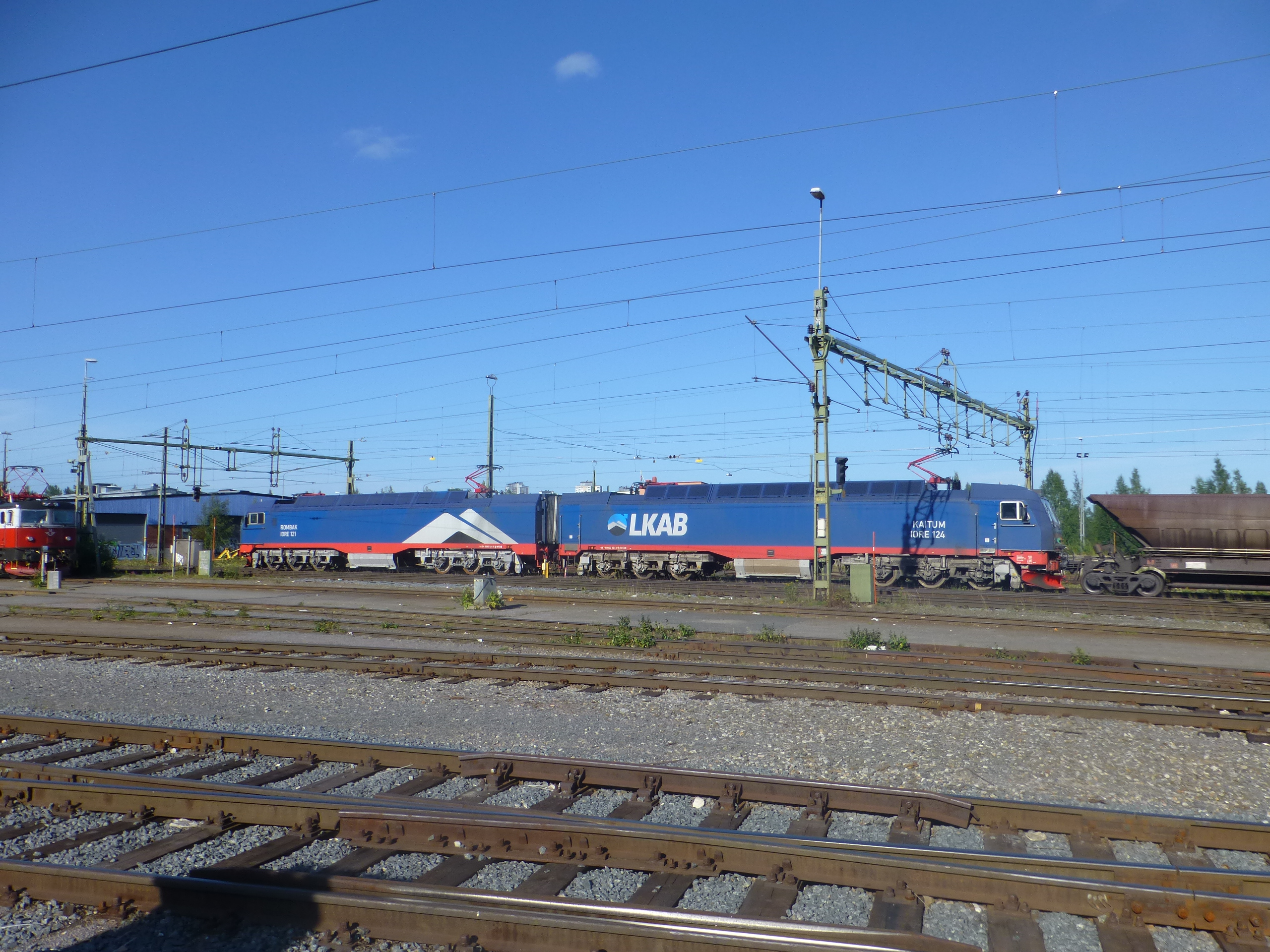
LKAB:s malmtåg.
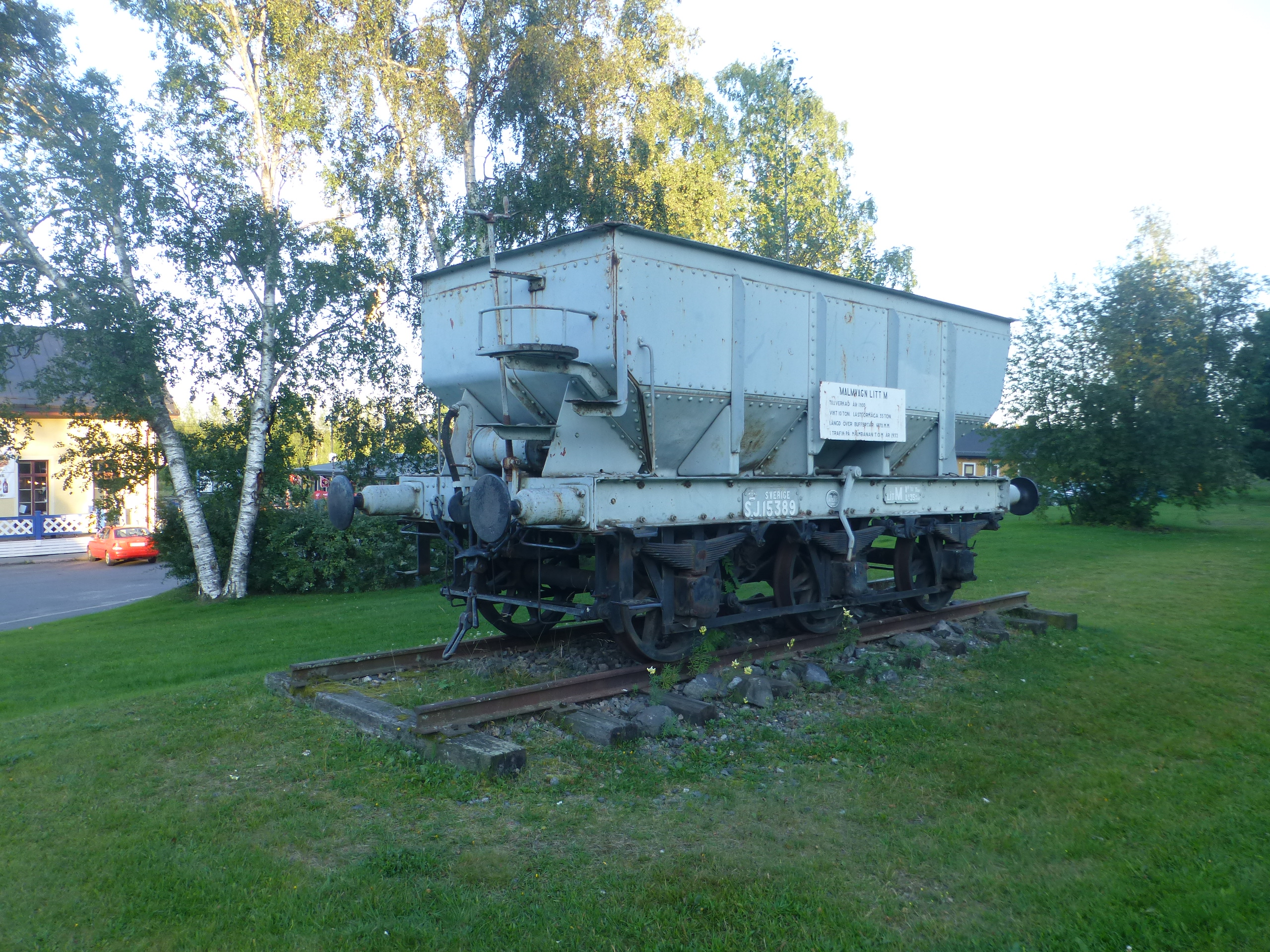
Äldre malmvagn som minnesmärke.